# 簡素で効率的な政府を実現するための行政改革の推進に関する法律
簡素で効率的な政府を実現するための行政改革の推進に関する法律（かんそでこうりつてきなせいふをじつげんするためのぎょうせいかいかくのすいしんにかんするほうりつ、平成18年6月2日法律第47号）は、行政改革の基本理念、基本方針等を規定し、その推進に関する日本の法律である。略称は行政改革推進法。
2006年6月2日に公布された。

## 概要
本法律は78条で構成されていて、2005年12月に閣議決定した「行政改革の重要方針」において定めた項目の着実な実施を目指すために、簡素で効率的な政府（小さな政府）を実現するための行政改革の基本理念や、重点分野における改革の基本方針やプログラムを示したスケジュール法（プログラム法）である。公布と共に施行され、施行後は行政改革推進本部を中心に行政改革の総合的な推進を目指した。

## 構成
- 第一章 総則（第一条 - 第三条）
- 第二章 重点分野および各重点分野における改革の基本方針等 
  - 第一節 政策金融改革（第四条 - 第十四条）
  - 第二節 独立行政法人の見直し（第十五条・第十六条）
  - 第三節 特別会計改革（第十七条 - 第四十一条）
  - 第四節 総人件費改革（第四十二条 - 第五十七条）
  - 第五節 国の資産および債務に関する改革（第五十八条 - 第六十二条）
  - 第六節 関連諸制度の改革との連携（第六十三条 - 第六十七条）
- 第三章 行政改革推進本部（第六十八条 - 第七十八条）

## 法律の成立まで
- 2006年3月10日 - 閣議決定、衆議院に本法律案を提出。
- 2006年3月23日 - 衆議院で審議入り。
- 2006年4月13日 - 民主党が本法案の対案を衆議院に提出。
- 2006年4月19日 - 衆院行政改革特別委員会で可決。民主党が提出した対案は否決。
- 2006年4月20日 - 衆議院本会議で可決。
- 2006年4月24日 - 参議院で審議入り。
- 2006年5月25日 - 参議院行政改革特別委員会で可決。
- 2006年5月26日 - 午前に行われた参議院本会議で可決、本法案が成立。